# Amphilimna tanyodes
Amphilimna tanyodes is een slangster uit de familie Amphiuridae.
De wetenschappelijke naam van de soort werd in 1974 gepubliceerd door Devaney.